# 牧野統
牧野 統（まきの おさむ、1917年6月8日 - 1972年）は、日本の音楽教育者、作曲家。

## 人物
声楽家で合唱指揮者の牧野美紀子は娘。弟子に作曲家で指揮者の荻久保和明がいるほか、門下から多くの音楽家、音楽指導者を輩出した。

## 略歴
樺太に生まれる。1942年4月、東京音楽学校（現 東京芸術大学音楽学部）甲種師範科（4年制）に入学。下総皖一と萩原英一に師事し、1945年に同校を卒業。北海道庁立苫小牧高等女学校教諭となる。1947年、北海道庁立札幌高等女学校教諭となる。
1951年、埼玉県立川越高等学校教諭となる。同校音楽部の顧問として、第31回（1964年）NHK全国学校音楽コンクール全国優勝、第32回（1965年）準優勝を果たす。以降、1964年から1968年まで、同NHKコンクール5年連続全国大会出場（当時は全国で10校のみ）の成績を残した。
1954年、NHK全国学校音楽コンクール高等学校の部課題曲「未来の星」を作曲。1956年、NHK全国学校音楽コンクール小学校の部課題曲「わかいおじさん」を作曲。

## 主な作品
- 乳母車
- 甲斐より
- 野ばら
- フィナーレレクイエム
- 未来の星
- 無言歌
- 雪が花びらのように
- 雪の街
- わかいおじさん

### 校歌など
- 北海道苫小牧市立緑小学校校歌
- 埼玉県立春日部工業高等学校校歌
- 埼玉県立盲学校校歌
- 川越市立芳野小学校校歌
- 川越市立高階小学校校歌
- 日高市立高萩小学校校歌
- 坂戸市立勝呂小学校校歌
- 狭山市立奥富小学校校歌
- 富士見市立南畑小学校校歌
- 毛呂山町立毛呂山小学校校歌
- 毛呂山町立川角小学校校歌
- 北海道苫小牧市立苫小牧東中学校校歌
- 稚内市立稚内中学校校歌
- 嵐山町立菅谷中学校校歌
- 川越地労協の歌
- 川越市立月越小学校校歌(補作詞、編曲)

## 出版
- 雨の降る夜は(音楽之友社)
- 未来の星(音楽之友社)
- わかいおじさん(音楽之友社)
- Carry Me Back to Old Virginny～懐かしきヴァージニア(音楽之友社)
- 牧野統作品集：混声・男声合唱曲(音楽之友社)